# Diócesis de Versalles
La diócesis de Versalles (en latín: Dioecesis Versaliensis y en francés: Diocèse de Versailles) es una circunscripción eclesiástica de la Iglesia católica en Francia. Se trata de una diócesis latina, sufragánea de la arquidiócesis de París. Desde el 6 de febrero de 2021 su obispo es Luc Crepy, de la Congregación de Jesús y María.

## Territorio y organización

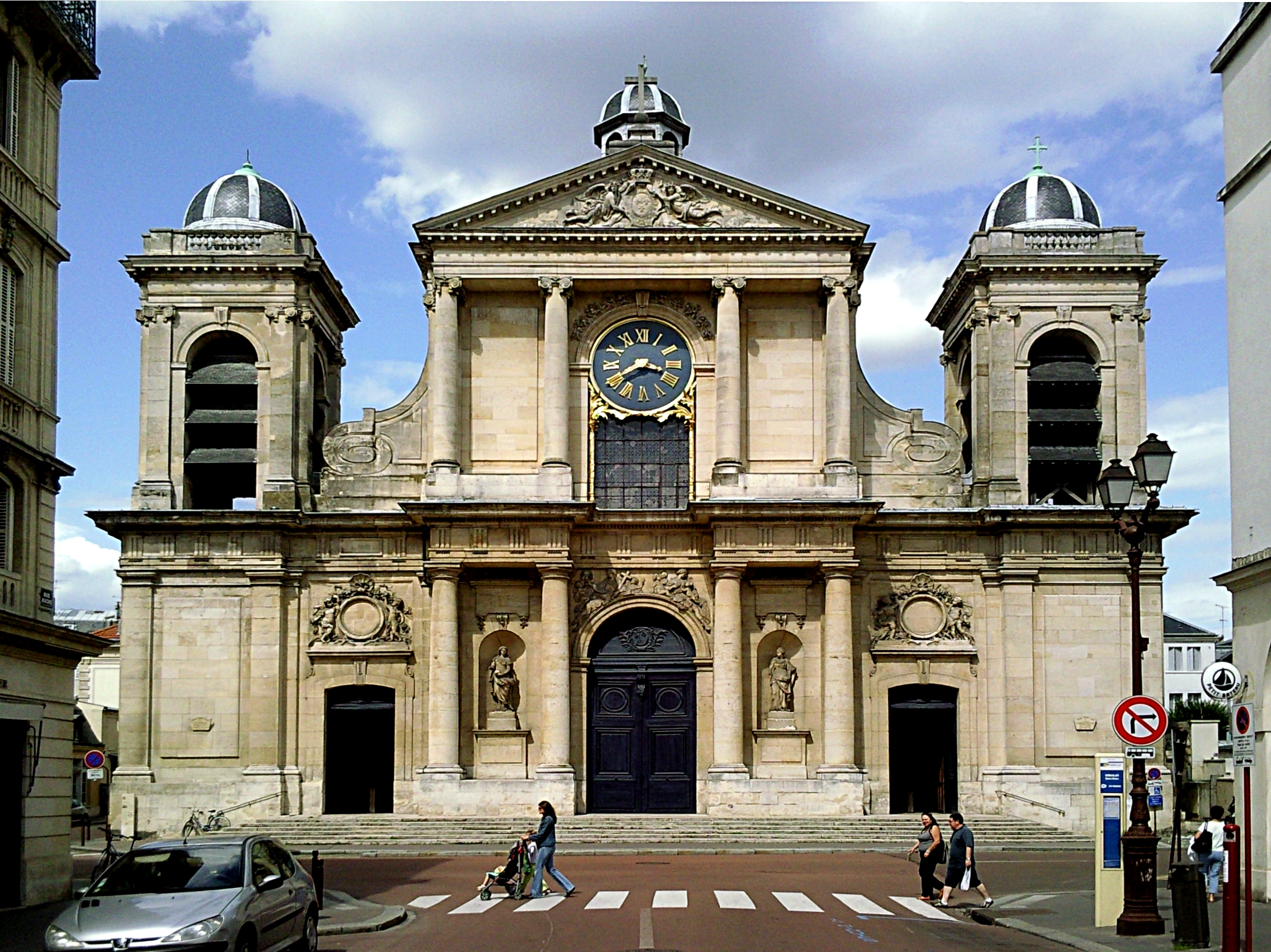
La iglesia de Notre Dame, en Versalles, fue consagrada en 1686 y era la parroquia del palacio real, en donde se conservan las actas de bautismo, matrimonio y defunción de los miembros de la familia real

La diócesis tiene 2271 km² y extiende su jurisdicción sobre los fieles católicos de rito latino residentes en el departamento de Yvelines (excepto las comunas de Bonnelles y Sainte-Mesme), en la región de Isla de Francia.
La sede de la diócesis se encuentra en la ciudad de Versalles, en donde se halla la Catedral de San Luis.
En 2022 en la diócesis existían 65 parroquias agrupadas en 12 decanatos.

## Historia
La diócesis fue erigida el 29 de noviembre de 1801, tras el concordato con la bula Qui Christi Domini del papa Pío VII. Sufragánea de la arquidiócesis de París, incluía inicialmente dos departamentos franceses, el de Sena y Oise y el de Eure y Loir, por la anexión del territorio de la diócesis de Chartres, que fue simultáneamente suprimida.
El primer obispo legítimo de Versalles, Louis Charrier de la Roche, en el cargo de 1802 a 1827, había sido consagrado obispo constitucional en 1791 para el Sena-Inférieure, con sede en Ruan, ya que inicialmente había apoyado la constitución civil del clero buscado por los revolucionarios, pero luego se arrepintió y obtuvo la absolución del pontífice por su consagración ilegítima a través del cardenal Giovanni Battista Caprara; así fue que, tras el nuevo concordato, fue nombrado primer obispo de la nueva diócesis siguiendo las indicaciones de Napoleón Bonaparte.
El 6 de octubre de 1822 se restableció la diócesis de Chartres mediante la bula Paternae caritatis del papa Pío VII, obteniendo su territorio de la diócesis de Versalles. El territorio diocesano quedó, por tanto, reducido al único departamento de Sena y Oise, que estaba formado por porciones considerables de las antiguas diócesis de París, Chartres, Ruan y Sens y algunos cantones tomados de las diócesis de Beauvais, Senlis y Évreux.
La iglesia de San Luis fue erigida como catedral diocesana, construida a partir de 1743 y consagrada en agosto de 1754. En esta iglesia el primer obispo de Versalles, Louis Charrier de La Roche, había acogido en 1805 al papa Pío VII, que fue a Versalles para coronar emperador a Napoleón I.
El obispo Étienne-Jean-François Borderies proporcionó a la diócesis un catecismo y uniformó la liturgia con la romana. Su sucesor, Louis-Marie-Edmont Blanquart de Bailleul, fundó el seminario y reconsagró la catedral en 1843. Jean-Nicaise Gros convocó el primer sínodo diocesano y estableció cursos de formación para sacerdotes, las llamadas conférences ecclésiastiques; creó una residencia de ancianos para sacerdotes ancianos e hizo obligatoria la liturgia romana en toda la diócesis; también estableció la adoración perpetua y la obra de la propagación de la fe.
Tras la reorganización administrativa de la región parisina, el 9 de octubre de 1966 mediante la bula Qui volente Deo del papa Pablo VI, Versalles cedió grandes porciones de su territorio para la erección de las diócesis de Corbeil, Créteil, Nanterre, Pontoise y Saint-Denis; al mismo tiempo el territorio diocesano quedó reducido al del nuevo departamento de Yvelines.

## Estadísticas
Según el Anuario Pontificio 2023 la diócesis tenía a fines de 2022 un total de 929 000 fieles bautizados.
| Año                                                                             | Población            | Población | Población      | Sacerdotes | Sacerdotes    | Sacerdotes    | Bautizados por sacerdote | Diáconos permanentes | Religiosos | Religiosos | Parroquias |
| Año                                                                             | Bautizados católicos | Total     | % de católicos | Total      | Clero secular | Clero regular | Bautizados por sacerdote | Diáconos permanentes | Varones    | Mujeres    | Parroquias |
| ------------------------------------------------------------------------------- | -------------------- | --------- | -------------- | ---------- | ------------- | ------------- | ------------------------ | -------------------- | ---------- | ---------- | ---------- |
| 1950                                                                            | 1 000                | 1 500 000 | 66.7           | 926        | 805           | 121           | 1079                     |                      | 1000       | 2500       | 587        |
| 1970                                                                            | 600 000              | 853 386   | 70.3           | 465        | 370           | 95            | 1290                     |                      | 95         | 1100       | 256        |
| 1980                                                                            | 1 039 000            | 1 094 000 | 95.0           | 406        | 315           | 91            | 2559                     | 5                    | 96         | 900        | 269        |
| 1990                                                                            | 1 210 000            | 1 212 539 | 99.8           | 334        | 246           | 88            | 3622                     | 18                   | 95         | 745        | 268        |
| 1999                                                                            | 906 000              | 1 342 000 | 67.5           | 295        | 234           | 61            | 3071                     | 40                   | 61         | 637        | 269        |
| 2000                                                                            | 850 000              | 1 351 000 | 62.9           | 278        | 218           | 60            | 3057                     | 46                   | 60         | 637        | 269        |
| 2001                                                                            | 800 000              | 1 351 000 | 59.2           | 277        | 217           | 60            | 2888                     | 44                   | 60         | 637        | 269        |
| 2002                                                                            | 800 000              | 1 352 141 | 59.2           | 276        | 216           | 60            | 2898                     | 49                   | 61         | 420        | 269        |
| 2003                                                                            | 800 000              | 1 352 141 | 59.2           | 267        | 212           | 55            | 2996                     | 50                   | 56         | 410        | 269        |
| 2004                                                                            | 800 000              | 1 352 141 | 59.2           | 242        | 204           | 38            | 3305                     | 52                   | 39         | 320        | 288        |
| 2010                                                                            | 700 000              | 1 394 266 | 50.2           | 229        | 193           | 36            | 3056                     | 60                   | 36         | 275        | 287        |
| 2014                                                                            | 935 000              | 1 441 147 | 64.9           | 228        | 202           | 26            | 4100                     | 48                   | 26         | 145        | 287        |
| 2017                                                                            | 913 449              | 1 405 306 | 65.0           | 204        | 182           | 22            | 4477                     | 47                   | 23         | 243        | 286        |
| 2020                                                                            | 926 900              | 1 438 266 | 64.4           | 209        | 180           | 29            | 4434                     | 58                   | 29         | 236        | 66         |
| 2022                                                                            | 929 000              | 1 441 398 | 64.5           | 204        | 176           | 28            | 4553                     | 67                   | 36         | 189        | 65         |
| Fuente: Catholic-Hierarchy, que a su vez toma los datos del Anuario Pontificio. |                      |           |                |            |               |               |                          |                      |            |            |            |

## Episcopologio
- Louis Charrier de La Roche † (9 de mayo de 1802-17 de marzo de 1827 falleció)
- Étienne-Jean-François Borderies † (25 de junio de 1827-4 de agosto de 1832 falleció)
- Louis-Marie-Edmont Blanquart de Bailleul † (17 de diciembre de 1832-17 de junio de 1844 nombrado arzobispo de Ruan)
- Jean-Nicaise Gros † (17 de junio de 1844-13 de diciembre de 1857 falleció)
- Jean-Pierre Mabile † (15 de marzo de 1858-8 de mayo de 1877 falleció)
- Pierre-Antoine-Paul Goux † (21 de septiembre de 1877-29 de abril de 1904 falleció)
- Charles-Henri-Célestin Gibier † (21 de febrero de 1906-3 de abril de 1931 falleció)
- Benjamin-Octave Roland-Gosselin † (3 de abril de 1931 por sucesión-12 de abril de 1952 renunció[nota 2])
- Alexandre-Charles-Albert-Joseph Renard † (19 de agosto de 1953-28 de mayo de 1967 nombrado arzobispo de Lyon)
- Louis-Paul-Armand Simonneaux † (30 de septiembre de 1967-4 de junio de 1988 renunció)
- Jean-Charles Thomas † (4 de junio de 1988 por sucesión-11 de enero de 2001 renunció)
- Éric Marie Pierre Henri Aumonier (11 de enero de 2001-17 de diciembre de 2020 renunció)
- Luc Crepy, C.I.M., desde el 6 de febrero de 2021